# Museum für Gegenstände der Natur und Kunst
Das Museum für Gegenstände der Natur und Kunst war ein Museum, das von Peter Friedrich Röding aufgebaut und von 1804 bis 1846 in Hamburg unterhalten wurde; im Volksmund auch Rödings Museum genannt.

## Sammlung
Am 14. April 1804 eröffnete Peter Friedrich Röding sein Museum in Hamburg in der Steinstraße. Schon im folgenden Jahr musste es geschlossen werden, um am Deichtorwall im September 1805 neu eröffnet zu werden. Während der französischen Besetzung von 1806 bis 1814 blieb das Museum ebenfalls geschlossen. Das Museum war donnerstags und sonntags von 10 bis 13 Uhr geöffnet, in den Wintermonaten Dezember, Januar und Februar geschlossen. Der Eintritt betrug 2 Mark. Die Sammlung war in zwei Räumen untergebracht, einer für die Natur und einer für die Kunst. Während die früheren Zeitzeugen interessiert berichteten, dass ...dieses Privatmuseum zu den ersten Europas gehöre, sparten spätere nicht mit Kritik: ...ein altes, niedriges, verfallendes kaum noch vor Regen und Wind schützendes Materialgebäude, eigentlich ein langer Bauschuppen.... Manche setzten sich dafür ein, dass das Museum von der Stadt zu kaufen sei. Diesem Verlangen wurde nicht entsprochen, weshalb die Sammlung 31. Mai 1847 versteigert wurde.
Im Raum für Natur waren zu sehen: Der Kopf eines Narwals, an dem beide Stoßzähne ausgebildet sind, Beuteltiere in Weingeist aus Nordamerika, 200 Säugetiere, ca. 800 Vögel, 228 Amphibien, 300 Fische, 10.000 Conchylien.
Im Raum für Kunst waren zu sehen: Eine saubere Arbeit von Dürer, eine Vase von Benvenuto Cellini, viele Objekte aus Bernstein, Rüstungen, Waffen und eine vollständige Hamburger Münzsammlung, ein Pokal des großen Kurfürsten aus Bernstein, Bibliothek mit naturhistorischen Büchern.
Einige Teile (kostbare Kunstwerke, Marmorbüste) stammten aus einer Versteigerung des „Chur-köllnischen Schatzes“ andere Teile aus Kunst und Natur hatte Peter Friedrich Röding auf einer Versteigerung am 2. Mai 1798 aus dem Nachlass seines Schwiegervaters und Subphysikus Friedrich Ludwig Christian Cropp erstanden. Das Kreuz auf der Kirchturmspitze des abgebrochenen Hamburger Doms hatte Röding für das Museum ersteigert.
Die Conchyliensammlung kam an das Naturhistorische Museum, eine Sammlung von Kupferstichen, Handzeichnungen, Karten, u. a., sich auf Hamburg beziehend wurde vom Stadtarchiv angekauft.
Eine Anzeige in den „Hamburger Nachrichten“ am 6. Juni 1846 verkündete, dass das Museum bis auf Weiteres „für öffentliche Besucher“ geschlossen sei. Peter Friedrich Röding verstarb am 8. Juni 1846. In Anzeigen in den „Hamburger Nachrichten“ wurde für eine Serie von Heften im Abonnement mit dem Titel „Museum für Kunst und Natur“ geworben.